# IC 4433
IC 4433 је спирална галаксија у сазвјежђу Волар која се налази на листи објеката дубоког неба у Индекс каталогу.
Деклинација објекта је + 16° 11' 43" а ректасцензија 14h 27m 53,3s. Привидна величина (магнитуда) објекта IC 4433 износи 15,3 а фотографска магнитуда 16,1. IC 4433 је још познат и под ознакама KUG 1425+164, DRCG 29-10, PGC 84202.